# ガイスリンゲン・アン・デア・シュタイゲ
ガイスリンゲン・アン・デア・シュタイゲ (ドイツ語: Geislingen an der Steige) は、ドイツ連邦共和国バーデン＝ヴュルテンベルク州シュトゥットガルト行政管区のゲッピンゲン郡に属す市である。レギオン・シュトゥットガルト（シュトゥットガルト地方南東部に位置し、ゲッピンゲンから南東に約 15 km、ウルムの北西約 27 km の距離にある。本市は、郡庁所在地ゲッピンゲンに次いで郡内で2番目に大きな都市であり。近隣市町村の中級中心をなしている。
ガイスリンゲン・アン・デア・シュタイゲは、1956年からバーデン＝ヴュルテンベルク州自治体法の規定により大規模郡都市に位置づけられている。この街はバート・ユーバーキンゲン、クーヘンとともに行政共同体を形成している。

## 地理

### 位置
ガイスリンゲン・アン・デア・シュタイゲは、シュヴェービシェ・アルプ中央部の端、アルプトラウフ（シュヴェービシェ・アルプの尾根）を背景とするフィルス川の谷に位置している。本市とそのアルテンシュタット市区は、いくつかの谷が連結した盆地にある。このためガイスリンゲンは、「フュンフテーラーシュタット（5つの谷の街）」（オーベーレス・フィルス、ウンテーレス・フィルス、アイプ、ローラハ、レンゲンタールバッハの各谷）とも呼ばれる。フィルスウアシュプルングから湧出したフィルス川は、バート・ユーバーキンゲンから本市に流れ込み（オーベーレス・フィルスタール）、市内を南西方向に流れ、アルテンシュタット近くで北西に向きを変えた後、クーヘン方向へ流れて行く（ウンテーレス・フィルスタール）。

### 地質学
ガイスリンゲンはアルプトラウフに位置することから、カルストの露頭を含む白ジュラ紀（ジュラ紀後期）の地質を特徴としている。この街は、2500万年前の重要な地質・河川形成上の接点にあたる。
約2400万年前（中新世後期）、原初ローネ川と呼ばれる川が、おおよそ現在のネッカー川、フィルス川、ローラハ川、ローネ川の谷に沿って、現在とは逆向きの南に向かってヴェスターシュテッテン（ガイスリンゲン・アン・デア・シュタイゲから南に 11 km）付近の海に流れ込んでいた（クリフライン）。原初フィルス川（ハーゼンタール - ヴィーゼンシュタイク - ガイスリンゲン）はガイスリンゲン付近でこの川に合流していた。アルプトラウフの南向きの浸食と強力な地殻変動によって、約1100万年前にガイスリンゲンのはるか北側の原初ローネ川は南側部分（原初アイプ川、原初フィルス川、原初ローネ川）とライン水系の原初フィルス川とに分離された。ライン水系の原初フィルス川は恒常的な浸食により、「地質史学上の昨日」（リス氷期）に、原初エイプ川と原初フィルス川が開削したガイスリンゲンまで後退した。アイプ川とフィルス川はこれ以後北に向かいネッカー川に注いでいる。その結果、ガイスリンゲンの南に位置する原初ローネ川の谷が干上がった。シュタイクホーフ - ウアシュプリング（ロンゼー）間の約 400 m は、現在も比較的広い涸れ谷となっている。ガイスリンゲンの高度は 400 から 465 m で、ローネタールの高度より約 170 m 低い。カルスト化の進行は、原初フィルス川の谷の最上部（フィルス川水源上部のハーゼンタール）の乾燥ももたらした。
現在ガイスリンゲンの南、シュタイクホーフ付近から湧出するローラハ川は原初ローネ川のアムシュテッテン付近およびランゲンタールの部分、約 8 km を一層広く削り続けている。ガイスリンガー・シュタイゲが通る旧市街があるこの川の下流部分とガイスリンゲンの盆地の多くは浸食された斜面と約 20 m に及ぶ厚さのカルストに典型的な石灰岩を含むトゥファの堆積を特徴とする。先史時代や古代の集落は、このトゥファの付近に集中している。旧市街の場所も例外ではない。

### 自然保護地区
ガイスリンゲンの市域の一部は、5,430 ha のFFH-地域「フィルスタール」、1,826 ha の「アイプタール・バイ・ガイスリンゲン」、39,597 ha の鳥類保護区「ミットレーレ・シュヴェービシェ・アルプ」に含まれる。
自然保護区
- ローラハタール
- レンゲンタールとローラハタールの一部を含むアイプタール
- フェーゲレスタールとオーベーレス・ロンタール

および景観保護区
- ヴァグライン
- フンガーブルネンタール
- 周辺部を含むフェーゲルスタール
- フンガーベルク＝シルトヴァハト

が、上述の欧州レベルで重要な保護区に組み込まれている。

### 隣接する市町村
ガイスリンゲン・アン・デア・シュタイゲは、東から時計回りに以下の市町村と境を接している。ゲルシュテッテン（ハイデンハイム郡）、アムシュテッテン、ネリンゲン（ともにアルプ＝ドナウ郡）、デッギンゲン、バート・ユーバーキンゲン、クーヘン、ドンツドルフ、ベーメンキルヒ（以上、ゲッピンゲン郡）。

### 市の構成
ガイスリンゲン・アン・デア・シュタイゲの市域には、1912年に合併され、やがて完全に都市の中心に成長したアルテンシュタットを含む中核市区と、1966年に合併したヴァイラー・オプ・ヘルフェンシュタイン、1970年代の市町村再編で合併したアウフハウゼン、アイバッハ、シュテッテン、テュルクハイム、ヴァルトハウゼンからなる。これらの地区は、現在はシュタットベツィルク（直訳: 市管区）を形成している。これらの市管区は同時に、バーデン＝ヴュルテンベルク州自治体法上のオルトシャフト（自治地区）となっており、地区議会を有している。その議員は、市議会議員選挙と同時に各地区の有権者の投票によって選出される。地区議会の議長はオルトフォアシュテーアー（区長）を呼ばれる。議員数は各地区の人口に応じて7人から11人である。
いくつかの市区はさらに地域的に分けられた独自の名前を持つ居住区を有している。アウフハウゼン地区にはヴァネンホーフ、アイバッハ地区にはクリストフスホーフ、オスマンスヴァイラー、ロッゲンシュタイン城趾を含むウンテーレ・ロッゲンミューレ、テュルクハイムにはヴィッティンゲン、ヴァイラー・オプ・ヘルフェンシュタインにはバッテナウ、ホーフシュテット・アム・シュタイク、リンデンホーフの居住区が含まれる。中核市区にはアルテンシュタットの他に、建設の過程で独自の名前をつけられた居住区があるが、その境界は定まっていない。

### 土地利用
| 用途                 | 面積 (ha) | 占有率 (%) |
| -------------------- | --------- | ---------- |
| 住宅地               | 288       | 3.8        |
| 商工業地             | 159       | 2.2        |
| レクリエーション用地 | 45        | 0.6        |
| その他市街地         | 131       | 1.7        |
| 交通用地             | 431       | 5.7        |
| 農業用地             | 3,917     | 51.6       |
| 森林                 | 2,522     | 33.3       |
| 水域                 | 18        | 0.2        |
| その他               | 82        | 1.0        |
| 合計                 | 7,583     | 100        |

2022年現在の州統計局のデータに基づく。

### 地域計画
ガイスリンゲン・アン・デア・シュタイゲは、シュトゥットガルトを上級中心とするシュトゥットガルト地方の中級中心をなしている。ガイスリンゲンを中級中心とする地域には、フィルスタール上流域およびアルプ高原いくつかの町が含まれる。バート・ディッツェンバッハ、バート・ユーバーキンゲン、ベーメンキルヒ、デッギンゲン、ドラッケンシュタイン、グリュービンゲン、ホーエンシュタット、クーヘン、ミューレンハウゼン・イム・テーレ、ヴィーゼンシュタイクがこれにあたる。

## 歴史

### 19世紀まで

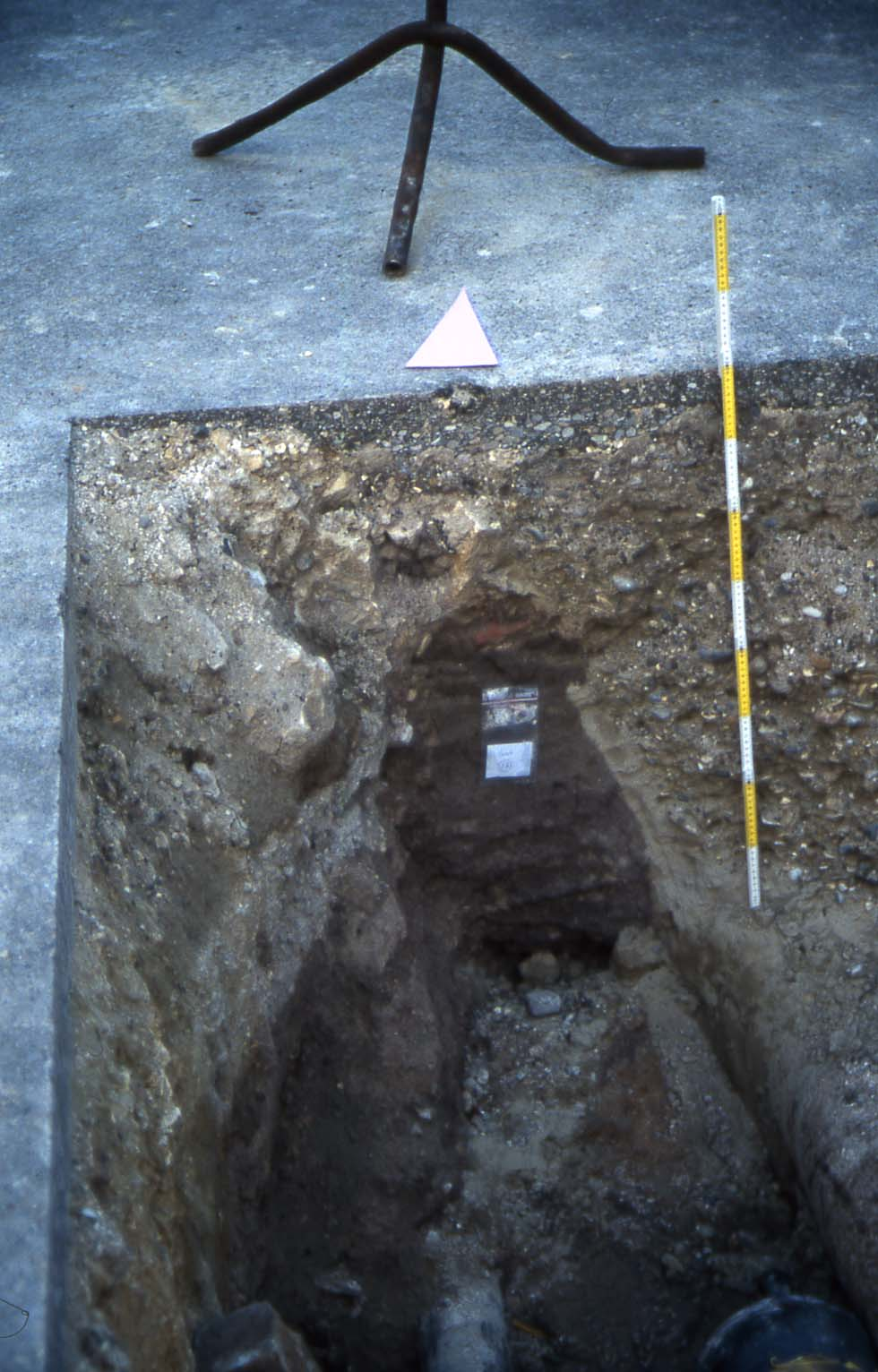
カント通りで1994年に緊急発掘調査されたメロヴィング朝の墓

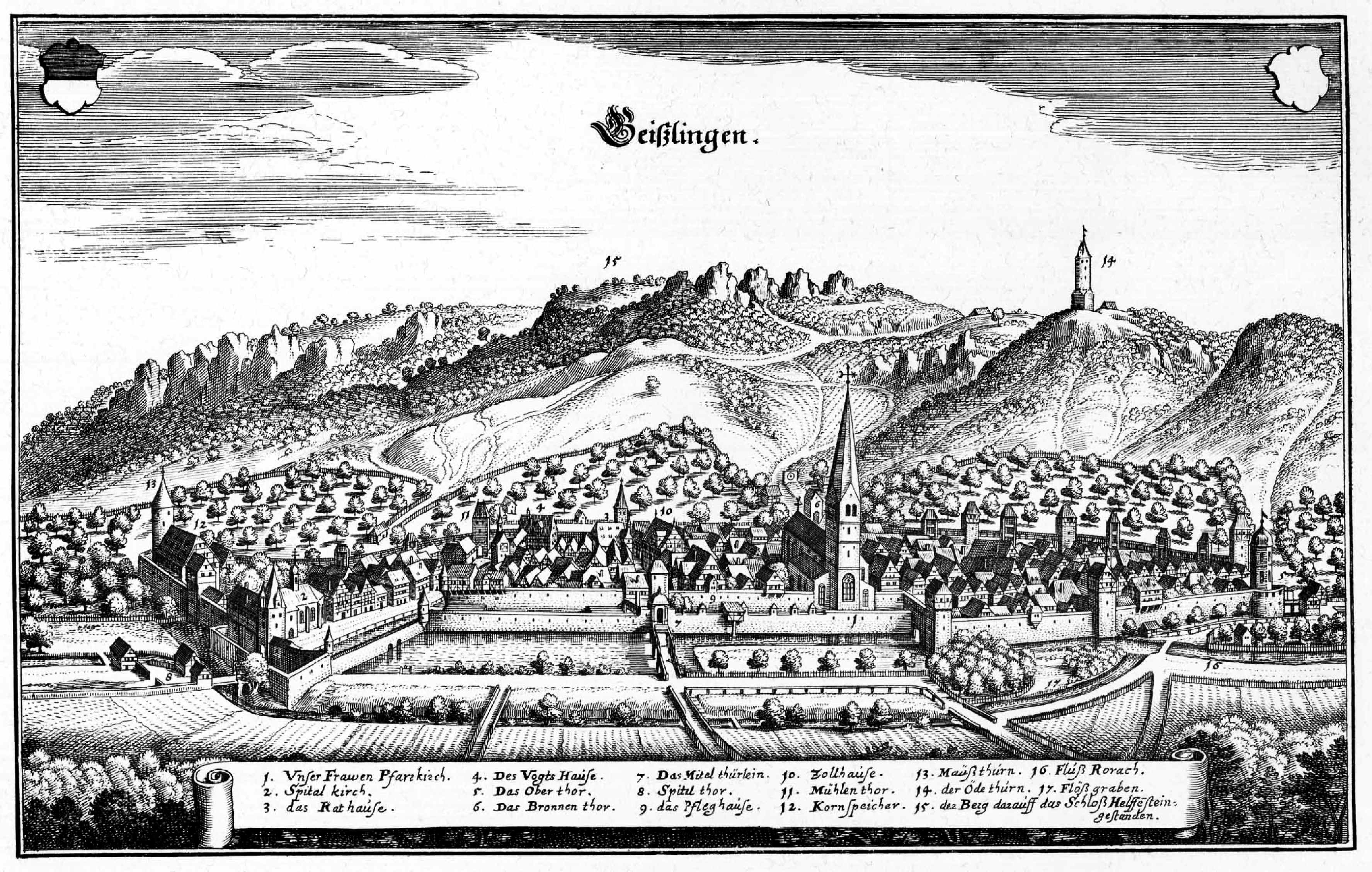
1643年のマテウス・メーリアンの銅版画に描かれたガイスリンゲン

ガイスリンゲン・アン・デア・シュタイゲは、1108年の寄進文書に初めて Giselingen という名で記録されている。ただしこれは、中世盛期に防衛施設を備え、リンデンホーフにバシリカが建っていたことから、これは現在のアルテンシュタット市区の集落であり、現在の中核市区のことではない。シュヴェービシェ・アルプ辺縁部の盆地では、遅くとも青銅器時代には定住がなされていた。メロヴィング朝の墓地や集落が多く発見されている。発掘により驚くほど豊富な調度を持つ墓が発見されており、権力構造が形成されていたことが判る。これは、シュヴェービシェ・アルプの登り口に位置する地理的状況と関係しているかもしれない。
13世紀初めにヘルフェンシュタイン伯がここに街を建設して、ライン川と地中海とを結ぶ重要な交易路が通る狭いローラハタールを支配しようとしたのもおそらくこの立地による。街の高台にヘルフェンシュタイン城が建設された。2つの衛星都市を持つ中核市区がすぐに発展した。「アルテンシュタット」旧集落は並行して発展し、独立した自治体であったが、1912年にガイスリンゲン市に統合された。
1396年から1802年までガイスリンゲンは自由帝国都市ウルムに、1500年からシュヴァーベン帝国クライスに属した。1803年にこの街は、帝国代表者会議主要決議に基づき、初めはバイエルン王国領となったが、バイエルンとヴュルテンベルクとの間の国境条約により、1810年にヴュルテンベルク領となった。この後、ガイスリンゲンはオーバーアムト（地方行政機構）の本部所在地となった。
1850年6月29日、ガイスリンガー・シュタイゲの工事とオストバーン（直訳: 東線）がウルムまで延伸されたことで最後の区間が完成し、王立ヴュルテンベルク邦有鉄道のハイルブロンからフリードリヒスハーフェンまでの全線が開通した。これによりガイスリンゲンの工業化が進行した。
19世紀に市内でヴュルテンベルク金属器工場ガイスリンゲンSt. (WMF) が創業された。この工場は、特許を持つ銀メッキを施したアルジャンタン＝カトラリーや食器類を製造し、市場で大変な成功を収めた。19世紀末には、ドイツ帝国内ではアルトナ、ベルリン、ヴロツワフ、ケルン、ダルムシュタット、ドレスデン、デュッセルドルフ、ハンブルク、ハノーファー、ケーニヒスベルク、ライプツィヒ、ミュンヘン、ニュルンベルク、ストラスブール、シュトゥットガルト、ウルムなどに WMF の支社があった。

### 20世紀から21世紀
1938年に郡が設けられ、オーバーアムト・ガイスリンゲンは廃止された。その地域は主にゲッピンゲン郡に編入された。1973年の郡の再編で変更はなかったが、地域再編に伴いいくつかの近隣町村がこの街に合併し、1975年に現在の市域が完成した。
1944年7月、ナッツヴァイラー＝シュトルトホーフ強制収容所の分所が設けられ、1000人の、主にユダヤ系ハンガリー人がWMFでの労働を強いられた。そのうち少なくとも12人は、殺人的な労働負荷に生存することができなかった。収容されていた小屋は現在もカール＝ベンツ通り13番地に見ることができる。
1946年に人口が2万人を超えた。1948年にガイスリンゲンは直轄郡所属市となり、1956年4月1日のバーデン＝ヴュルテンベルク州自治体法の発効により大規模郡都市に位置づけられた。
1948年に本市は南モラヴィア州と援助協力関係を結び、この地域から逐われた人々を受け容れた。これ以後毎年夏休みの最初の週末に南モラヴィア連合集会がガイスリンゲン＝アルテンシュタットで開催されている。1950年、街の南、シルトヴァハトに遠くからでも目に入るオストラントクロイツが建設された。この十字架は、かつてボヘミアやモラヴィアに住んでいたドイツ系住民が追放された際に受けた苦しみをしのぶものである。これは、1992年と2003年に改修され、照明装置が取り付けられた。
谷に位置するこの街の窮屈な立地は、既存の企業が拡張する余地がないために移転してしまう要因となっている。

### 市町村合併
以下の町村がガイスリンゲン・アン・デア・シュタイゲに統合された。
- 1912年: アルテンシュタット
- 1966年1月1日: ヴァイラー・オプ・ヘルフェンシュタイン
- 1971年1月1日: テュルクハイム[5]
- 1972年1月1日: シュテッテン[6]
- 1972年3月1日: ヴァルトハウゼン[6]
- 1972年12月31日: アイバッハ[6]
- 1975年1月1日: アウフハウゼン[7]

テュルクハイムとヴァルトハウゼンはそれぞれ合併するまでウルム郡に属していた。

## 住民

### 宗教
ガイスリンゲンの住民は、元々はコンスタンツ司教区に属しており、Siezzen（ジューセン）を中心とするシュヴェービシェ・アルプ周辺を含む首席司祭区の下にあった。1531年に、この街を支配していた帝国都市ウルムによって宗教改革がなされ、これ以後ガイスリンゲンは何世紀もの間プロテスタントが主流を占める街であった。教会上は、ウルムの監督管区に属した。ガイスリンゲンの教会は、1424/28年に三廊式列柱バシリカとして建設された旧聖母教会で礼拝を行っている。この教会堂は19世紀初めにしたヴュルテンベルクの支配下に組み込まれた際に、教区監督管区本部となった。アルテンシュタットには、リンデンホーフに教会（聖ミヒャエル教会）があった。この教会堂は1582年に老朽化のために大部分が取り壊された。一部が牧師館に改築された。聖ミヒャエル教会解体後、マルティンス教会が新しい教区教会となった。この教会は13世紀に建設された。1634年に焼失し、1659/61に再建されが、1904年に再び取り壊された後に、新たに再建された。これら2つの教区教会の他に20世紀に新たに教会堂が建設され、教会が組織された。パウルス教会（教会堂は1956年建設）とマルクス教会（教会堂は1985年）である。中核市区のこれら4つの教会組織は、ヴァイラー・オプ・ヘルフェンシュタインの教会（ゴシック様式の中核部を持ち、多くの改築がなされた教会堂を持つマルガレーテン教会）とともに福音主義ガイスリンゲン総合教会を形成している。この他にもアウフハウゼン、シュテッテン、テュルクハイム、ヴァルトハウゼンの各市区にも旧領主帝国都市ウルムの宗教改革が及んだ。このため、これらの市区にはそれぞれ個別の教会があり、教会堂が建っている。アイバッハはデーゲンフェルト伯領に属し、エルヴァンゲン修道院のレーエンであったため、カトリックに留まった。1607年に領主が宗教改革を敢行しようと試みたが、失敗に終わった。しかし1708年には福音主義の教区が設けられた。礼拝は、15世紀に建設されたカトリックの教区教会マリエ・ヒンメルファールト教会で行われ、これ以後両宗派が共同で使用した。福音主義教会は、1968年にやっとクリストゥス教会を建設した。ガイスリンゲンの市域に存在するすべての福音主義教会組織は、ヴュルテンベルク福音主義州教会のガイスリンゲン・アン・デア・シュタイゲ教会管区に属している。ガイスリンゲンにはリーベンツェラー教会もある。この教会は礼拝やその他の行事を墓地教会で行っている。この教会堂は2020年12月まで福音主義メソジスト教会が拠点としていた。
ガイスリンゲンでは19世紀以降カトリック信者が再び現れるようになった。これらの信者のために1866年に教区が設けられ聖ゼバスティアン教会が建設された。この教会はデッギンゲン首席司祭区に属した。1909年にアルテンシュタットにもカトリックの聖マリア教会が建設され、1919年に教区に昇格した。1961年に固有のカトリック首席司祭区が設けられ、デッギンゲン首席司祭区から分離された。1969年にガイスリンゲンで3つめのカトリック教会となる洗礼者聖ヨハネ教会が建設され、1975年に教区に昇格した。聖ゼバスティアン教会は、アウフハウゼン、テュルクハイム、ヴァイラー・オプ・ヘルフェンシュタインのカトリック信者も、洗礼者聖ヨハネ教会はシュテッテンのカトリック信者も管轄している。アイバッハのカトリック教会マリエ・ヒンメルファールト教会は長い伝統を有している。この教会はヴァルトハウゼンのカトリック信者も管轄している。ガイスリンゲン市内のこれら4つのカトリック教会は現在ロッテンブルク＝シュトゥットガルト司教区ガイスリンゲン首席司祭区でゼールゾルゲアインハイト3（司牧会3）を形成している。
これら2大教会の他に、ガイスリンゲンには自由教会やその他の宗教団体がある。福音主義メソジスト教会（2020年まで）、福音主義自由教会（バプテスト）、フォルクスミッション・エントシーデナー・クリステンなどである。新使徒教会もガイスリンゲンで活動している。
トルコをはじめとするムスリムの国からの移住者のために、ガイスリンゲンにはイスラム教会も存在している。ガイスリンゲン Camii モスク、Yavuz Sultan Selim Camii モスクの2つのモスクがある。

### 人口推移
人口は、推定値、人口調査結果または各時点の統計官庁の公的な研究値（この街を主たる居住地とする人口）に基づいている。

ガイスリンゲン・アン・デア・シュタイゲの人口推移

## 行政

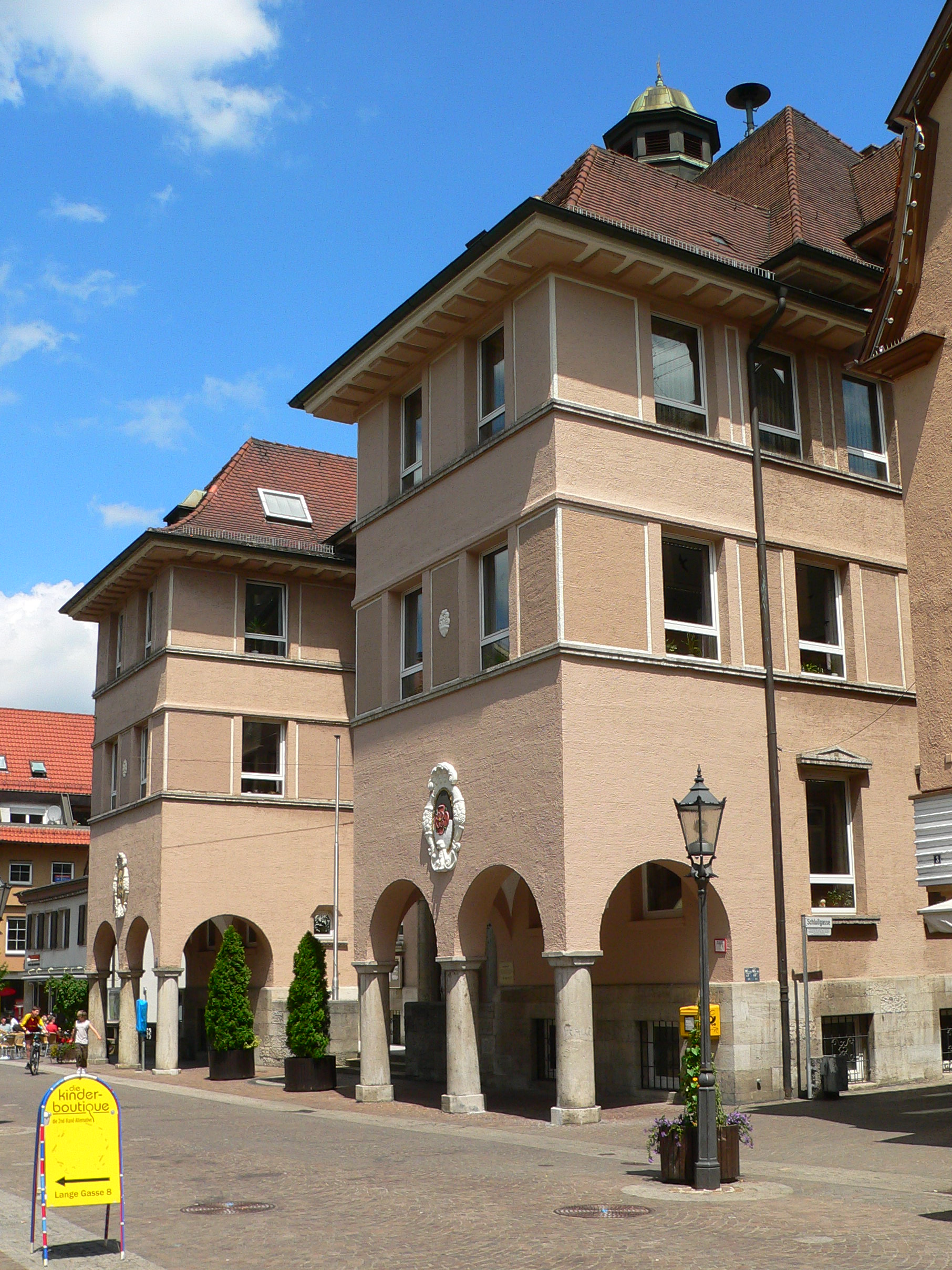
ガイスリンゲン・アン・デア・シュタイゲの市庁舎

### 首長
ウルム時代のガイスリンゲン市の行政トップには、騎士階級のフォークト（代官）とプフレガー（守護）が並立していた。両者は1636年にオーバーフォークト（上級代官）に統合された、ヴュルテンベルクへの移行後、首長は、1819年から「シュタットシュールトハイス」、1930年から「ビュルガーマイスター」、直轄郡都市に昇格した1948年からは「オーバービュルガーマイスター」（上級市長）という名称である。現在、上級市長は8年ごとに直接選挙で選出される。上級市長は市議会において議長を務める。市議会議員の中から3人の上級市長代理が選ばれる。
第二次世界大戦以後の首長:
- 1945年: フリードリヒ・ヴィルヘルム・エアバッハー
- 1945年 - 1946年: エルンスト・ライヒレ
- 1946年 - 1948年: フリードリヒ＝カール・フォン・ジーボルト
- 1948年 - 1949年: ヘルマン・ライフリング
- 1949年 - 1950年: カール・キーンレ（職務代行者）
- 1950年 - 1951年: アルフレート・アルガイアー
- 1951年 - 1952年: ゲオルク・ナーゲル（職務代行者）
- 1952年 - 1962年: エーリヒ・クロッツ
- 1962年 - 1990年: ヘルムート・フォン・アウ
- 1990年 - 1998年: マルティン・バウフ
- 1998年 - 2014年: ヴォルフガング・アマン
- 2014年 - : フランク・デーマー

デーマーは2014年6月29日に 54.2 % の支持票を獲得してガイスリンゲンの上級市長に選出された。2022年6月26日の選挙では、58.3 % の票を得て、2期目の当選を果たした。

### 議会
ガイスリンゲンの市議会は22議席からなる。市議会はこれらの選出された名誉職の議員と議長を務める上級市長で構成される。上級市長は市議会において投票権を有している。

### 青年議会
1994年からガイスリンゲンには青年議会 (JGR) が存在する。これはガイスリンゲンの若者の、永続的な地域政治および民主主義的に正当な代表権を示すものである。青年議会は、一般教育の学校から各3名の代表者、計24人で構成されている。
青年議会の規約には、「ガイスリンゲンの青年議会は、市議会、市行政当局、公共機関に対する市の若者の利益代表であることを目的とする。青年議会を通じて若者たちは政治的不満を解消する民主主義的構造に組み込まれる。青年議会は、若者と大人とのコミュニケーションを奨励する。」と述べられている。
ガイスリンゲンの学校では、毎年青年議会の選挙が行われる。

### 紋章
ガイスリンゲンの紋章は黒地と銀地に上下二分割。それに被せて5枚の葉、金の蕊、緑の萼をもつ赤いバラ。市の旗は黒-白である。
ヘルフェンシュタイン伯ウルリヒは、1367年に都市法の中で、自らの紋章を市の印章として用いることを定めた。この印章は、1396年にガイスリンゲンが帝国都市ウルムに売却された後もしばらく使われた。1422年にやっとウルム市の上下二分割の紋章が印章に用いられた。保存状態が悪い印影の中にすでにバラが描かれていたかどうかはっきりとしたことは言えない。黒-白の市の色については1557年の Schützenbuch に初めて言及されている。

### 姉妹都市
- ビショフスヴェルダ（ドイツ語版、英語版）（ドイツ、ザクセン州）1990年[14]
- モンソー＝レ＝ミーヌ（フランス語版、英語版）（フランス、ソーヌ＝エ＝ロワール県）1993年[15]

1971年に行われた両都市との交換学生交流が姉妹都市関係樹立の基礎となった。

### 保護・協力関係
- 1953年、父祖の故地を逐われた南モラヴィア地方の人々に対して保護・協力県警を結んだ[16]。

## 経済と社会資本

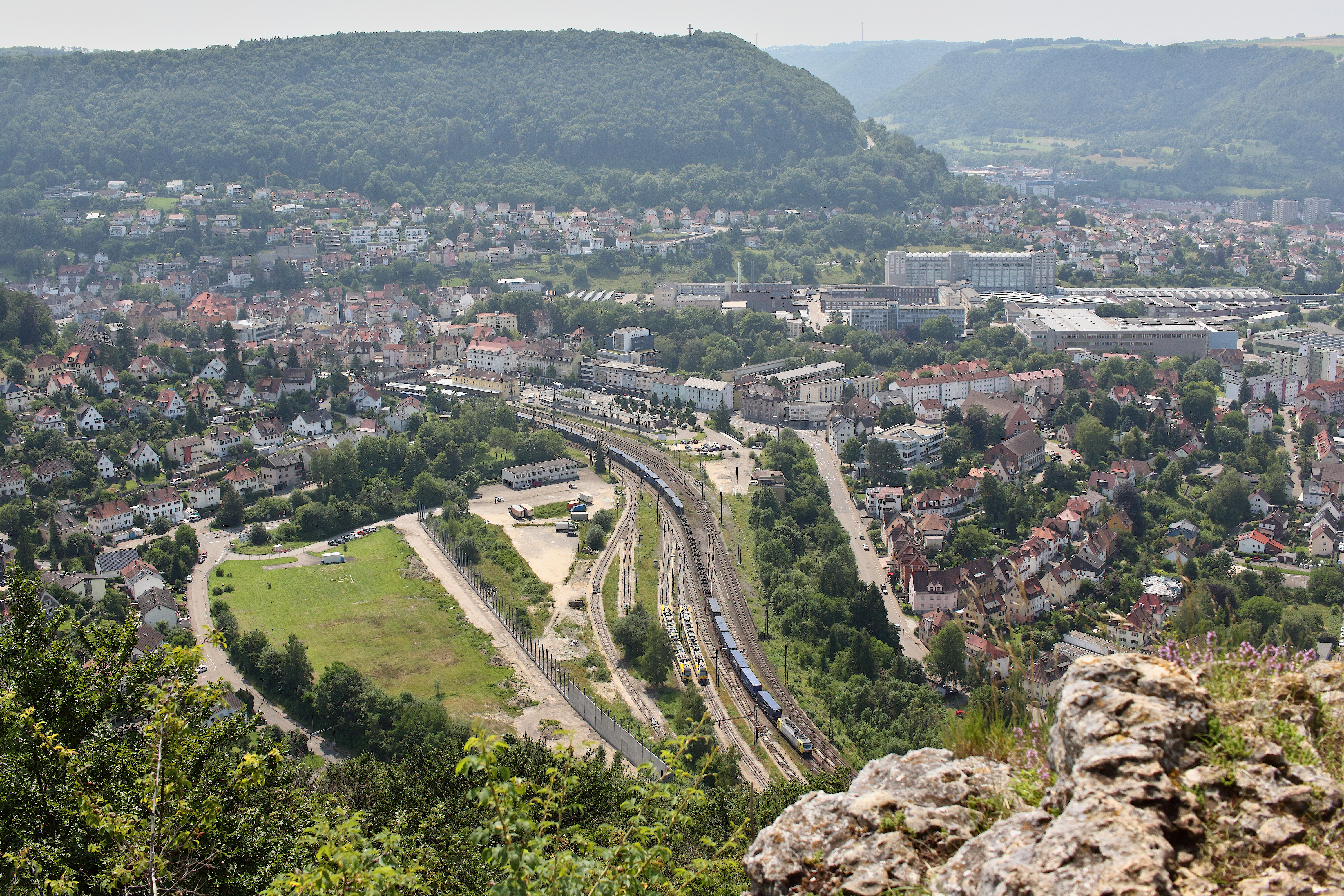
ガイスリンゲン (シュタイゲ) 駅周辺の眺望

### 交通
本市は、連邦道B10号線（レーバッハ - アウクスブルク）およびB466号線（ミュールハウゼン・イム・テーレ行き）沿いに位置している。
ガイスリンゲンは、1847年に開通したシュトゥットガルトとウルムとを結ぶフィルスタール鉄道沿線にある。ガイスリンゲン (シュタイゲ) 駅では、1時間ごとにシュトゥットガルト中央駅、プロヒンゲン駅、ウルム中央駅に向かうレギオナルバーンやレギオナルエクスプレスの列車が利用可能である。ガイスリンゲン駅（バス路線では中央駅 (ドイツ語: Hauptbahnhof) と表記されている）の他にガイスリンゲン西駅がある。1903年から1981年までガイスリンゲンは、ヴィーゼンシュタイクへ行く支線テーレス鉄道の起点であった。王立ヴュルテンベルク邦有鉄道は、ガイスリンゲン＝アルテンシュタットの駅舎として Typ IIb の統一駅舎を建設した。ガイスリンゲン＝アルテンシュタットまでの区間は2002年まで営業していた。
市域内では、VVS（シュトゥットガルト交通連盟）の多くのバス路線が公共旅客近郊交通を提供している。ガイスリンゲンは、中央駅のすぐ近くに中央乗り合いバスターミナル (ZOB) を有している。

### メディア
ガイスリンゲン・アン・デア・シュタイゲでは、日刊紙として「ガイスリンガー・ツァイトゥング」(GZ) が刊行されている。これは、「ジュートヴェスト・プレッセ・ウルム」の地方版である。ゲオルク・マウラーは1856年に「ボーテン・フォム・フィルスターレ」を引き継いだ。1884年にボーテは「ガイスリンガー・ツァイトゥング」と改名された。1892年に週6回発行の日刊紙となった。GZ は、出版・印刷ファミリーのマウラーと分かちがたく結びついている。
ターゲルベルク山上のガイスリンゲン・アン・デア・シュタイゲ送信所は、ガイスリンゲン地域に UKW-プログラムを放送する送信所である。

### 役所、裁判所、公共機関
ガイスリンゲン・アン・デア・シュタイゲには、郡役場の支所、ゲッピンゲン税務署の支所、およびいくつかの地方公証人役場がある。本市には区裁判所もある。この区裁判所は、シュトゥットガルト上級地方裁判所ウルム地方裁判所管区に属す。
ゲッピンゲン郡は、アルプ・フィルス・クリニーケンの2つの病院のうち1つ、ヘルフェンシュタイン・クリニークをこの街に置いている。
本市はヴュルテンベルク福音主義州教会のガイスリンゲン教会管区およびロッテンブルク＝シュトゥットガルト司教区ガイスリンゲン首席司祭区の本部所在地でもある。

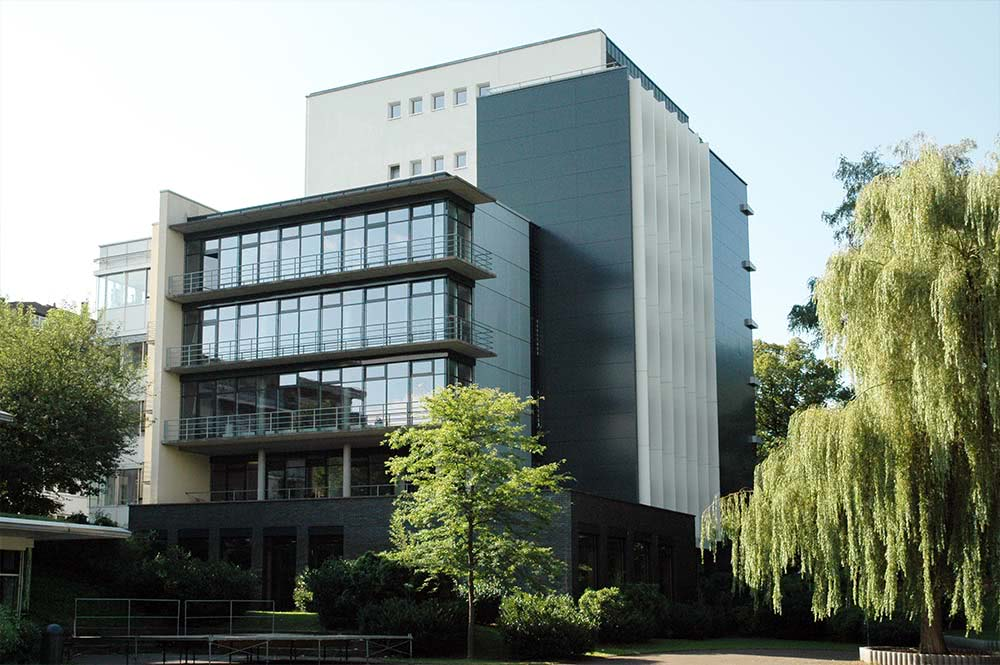
ニュルティンゲン＝ガイスリンゲン経済環境大学 Pa4棟

### 教育
ガイスリンゲン・アン・デア・シュタイゲには、ギムナジウム4校（ヘルフェンシュタイン＝ギムナジウム、ミヒェルベルク＝ギムナジウム、経済ギムナジウム、社会科学ギムナジウム）、実科学校2校（ダニエル＝シュトラウプ実科学校、シューバルト実科学校）、養護学校2校（ペストロッツィシューレ、ボーデルシュヴィング＝シューレ）、ヴァルドルフ学園、実科課程を持つ基礎課程・本課程学校3校（リンデンシューレ、テーゲルベルクシューレ、ウーラントシューレ）、基礎課程学校3校（アルベルト＝アインシュタイン＝シューレ、アウフハウゼン基礎課程学校、アイバッハ基礎課程学校）がある。ミヒャエルベルク＝ギムナジウムは、2016年にエコロジーの観点から改修がなされたが、工事のミスがあり、倒壊の危険があることから、2020年初めに建物の一部が封鎖された。さらに深刻な防火管理規則違反も発覚した。改修や取り壊しての新築は、ガイスリンゲン市を債務超過に陥れることになる。
ガイスリンゲンは、ニュルティンゲン＝ガイスリンゲン経済環境大学 (HfWU) の経済学部および法学部の所在地で、自動車経済学、エネルギーおよび資源管理学、健康および観光管理学、不動産経済学、経済法学、永続的な製造管理学の学士取得課程がある。この他に自動車管理学、不動産管理学、企業経営学、企業再建・倒産管理学の修士課程もある。ガイスリンゲンのキャンパスにはメンサがないため、ガイスリンゲンの学生はWMFの社員食堂を共同で利用することができる。
ゲッピンゲン郡は3校の職業学校（エミール＝フォン＝ベーリング＝シューレ家政学校、産業学校、商業学校）および精神障害者のためのボーデルシュヴィングシューレの運営母体である。

### 地元企業
ヴュルテンベルギシェ・メタルヴァーレンファブリーク（WMF、直訳: ヴュルテンベルク金属器工場）は、最も有名で最大の企業である。この他の企業には、たとえば ULO ファールツォイクライヒテン（乗り物用照明器具、オーデロ GmbH）やシュレッター電気メッキ工業がある。
かつてガイスリンゲンに6つあったビール醸造所のうち1軒が現在も稼働している。カイザー・ブラウエライ・ガイスリンゲン/シュタイゲ W.Kumpf がそれである。ウーラントブラウエライ、プフルーク＝ブラウエライ、1688年創業で300年以上のビール造りの伝統を持つアドラーブラウエライ・ゲッツはその歴史に幕を下ろした。

### 鉱業
1846年にガイスリンゲン・アン・デア・シュタイゲを通る鉄道シュトゥットガルト - ウルム線の建設工事の際に建設作業員が鉄鉱石を掘り当てた。1857年から1885年までここに設けられた「ケーニヒ・カール」鉱山で鉄鉱石の採掘が行われた。この鉱山は1936年に操業を再開し、一部電化された鉄道ガイスリンゲン (シュタイゲ) - ヴィーゼンシュタイク線に接続した。第二次世界大戦の間、採掘は一時的に中断した。戦後は再び、1963年に鉱山が閉山となるまで採掘が続けられた。

## 文化と見所

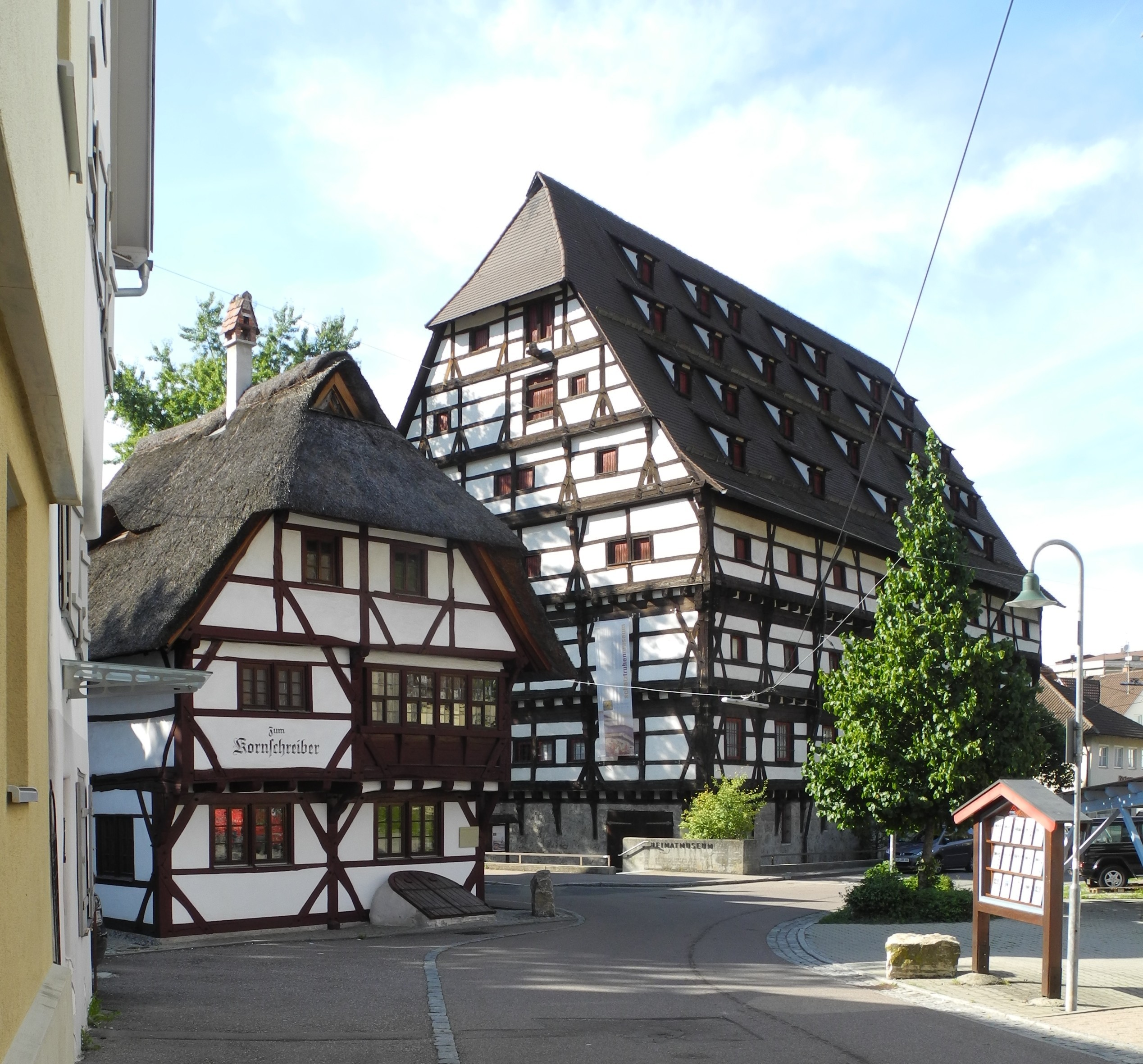
博物館とギャラリーが入居するアルター・バウ

### 博物館・美術館
- アルター・バウの博物館とギャラリー
- バーデン＝ヴュルテンベルク州立赤十字博物館[21][22]
- 南モラヴィア地方評議会の博物館

### 記念碑
- WMFの第1門向かいにある市立公園の記念碑は、ナッツヴァイラー＝シュトルトホーフ強制収容所分所に収容された犠牲者をしのんで1984年に建立された、ハイリゲンエッカー墓地にはナチスの強制労働の犠牲者が埋葬されている。
- 市教会には、第一次世界大戦および第二次世界大戦によるこの街の犠牲者を悼む記念プレートと列柱が設けられている。

### 図書館
ガイスリンゲン・アン・デア・シュタイゲ市は、ガイスリンゲン市立図書館（MAGの市立図書館とも呼ばれる）の運営者である。この図書館では、自治体間共同オンライン図書館に参加して4万3千点のメディアやデジタルメディアを24時間365日提供している。

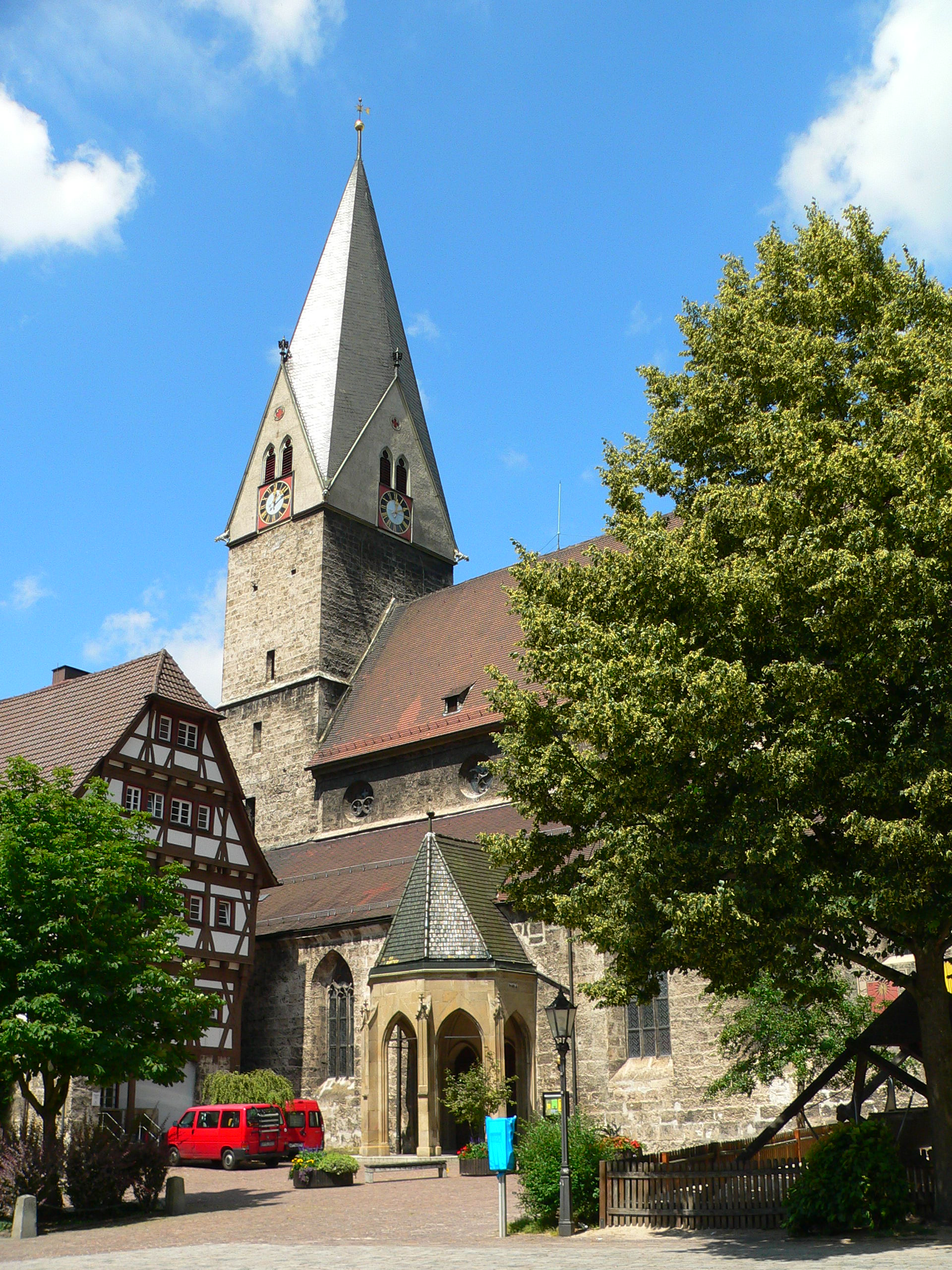
福音主義市教会

### 建築
1445年建造のアルター・バウは、ドイツで最も古い木組み建築の1つである。ここには博物館とギャラリー (Museum und die Galerie im Alten Bau) が入居している。
高さ 63 m の塔を持つ福音主義市教会は1424年から1428年に建設された。
市教会の近くに、かつての聖フランツィスクス・チャプレン館がある。4面に突出した破風を持つ、現在は漆喰が塗られた3階建ての木組み建築である。この建物は角が面取りされた石造りの地下室の上に建っており、1565年に建設された。1612年におそらく大部分が新たに建て替えられ、1850年頃かそれ以後に行われた改築で木組み部分が漆喰で覆われた。この建物には、1763年から1969年までこの校舎で教鞭を執っていたフリードリヒ・ダニエル・シューバルトを記念する19世紀後期の精巧なレリーフが掲げられている。現在ここには、2つのグループからなるオーバーリン幼稚園が入居している。
ガイスリンゲンのその他の教会堂には、1956年建造の福音主義パウルス教会、1904年に建設されたアルテンシュタットの福音主義マルティンス教会、福音主義マルクス教会がある。カトリック教会では、1866年建造の聖ゼバスティアン教会、1909年に建造されクレメンス・マリア・ホフバウアー廟を持つアルテンシュタットの聖マリア教会、1969/70年建造の洗礼者聖ヨハネ教会がある。
シュトゥットガルト - ウルム間の鉄道路線に関連した人工建造物（フィルスタール鉄道、アルプアウフシュティーク / ガイスリンガー・シュタイゲ）も都市景観を特徴付けている。
旧市街、特にその背後側には、中世後期の木組み建築が多く遺されている。ハウプト通り沿いには古典主義様式のファサードを持つ建物が見られる。しか、アレマン風の木造建築の作例が現在も遺されている。税関職員と果物店として使われた旧税関（1495年）、向かいにある旧市庁舎（1422年建設、その後何度も改築された）、ビュルガーハウス（1453年から1456年建設）、市教会横の牧師館がそうした例である。ハウプト通り沿いの建物の地下倉庫も興味深い。これらの古い地下倉庫はお互いにつながっている。
ハウプト通りの旧市庁舎と旧税関との間の歩行者専用ゾーンにゲルノート・ルンプフが1981/82年に制作した「鱒の泉」がある。この泉は古い建物と近代都市とを結びつける要素となる。象は街の創始者であるヘルフェンシュタイン伯の紋章動物を表しており、泉のテーマはクリスティアン・フリードリヒ・ダニエル・シューバルトの詩「鱒」をテーマにしている。
郊外にあるその他の見所としては、この街の象徴的建造物の1つであるエーデン塔、遠くからも望むことができるオストラントクロイツ、ヘルフェンシュタイン城趾とそれに続く森の学習路がある。
バーデン＝ヴュルテンベルク警察のアウフハウゼン通信塔がアウフハウゼン地区にある。ガイスリンゲンの西にあたるオーバーベーリンゲン（バート・ユーバーキンゲン町内）には、SWR の UKW と TV のためのオーバーベーリンゲン送信所がある。
連邦道B10号線沿いガイスリンゲン道路整備局のザルツラーガーハレは、建築についていくつもの賞を受賞している。

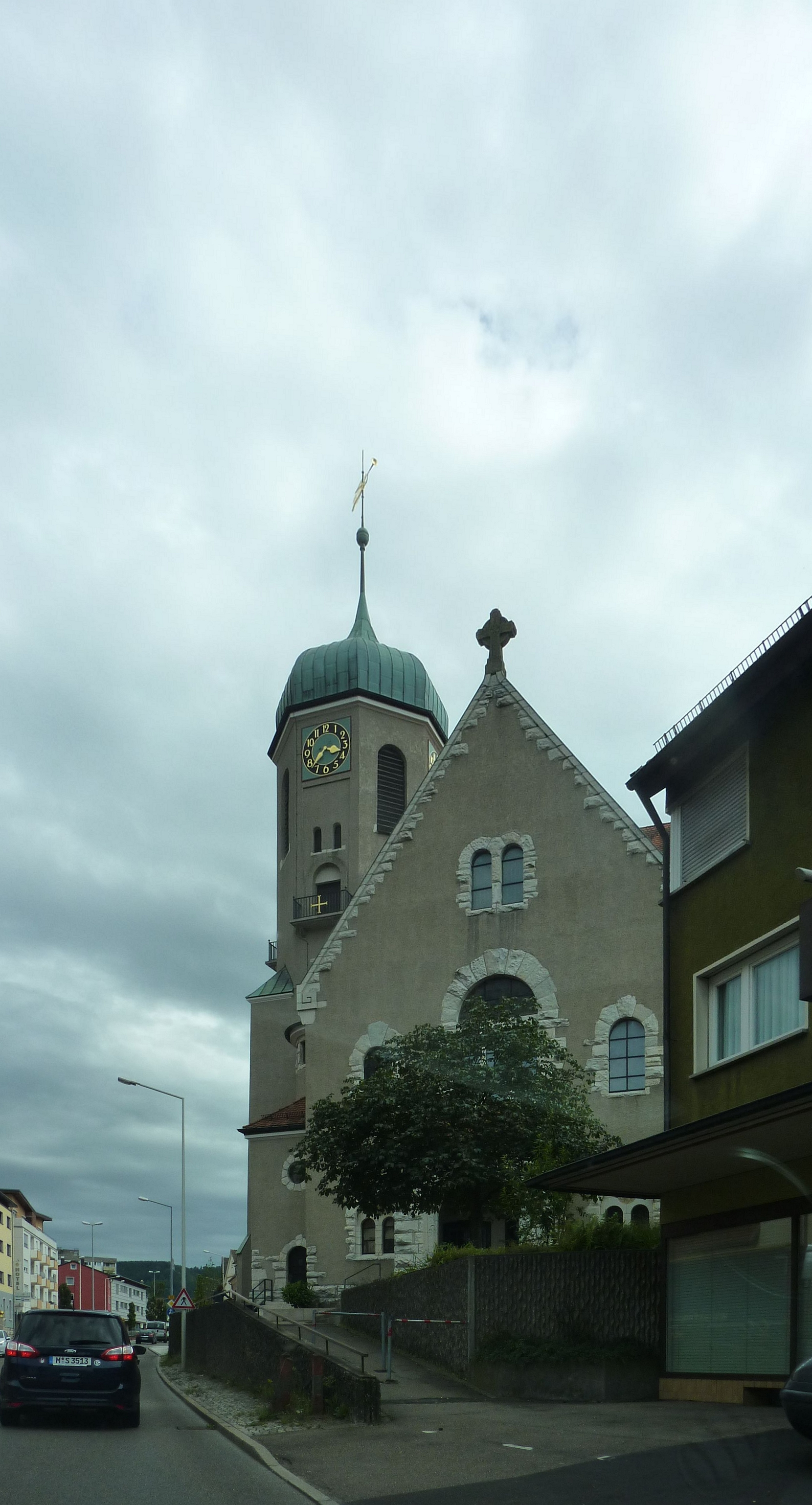
マルティンス教会
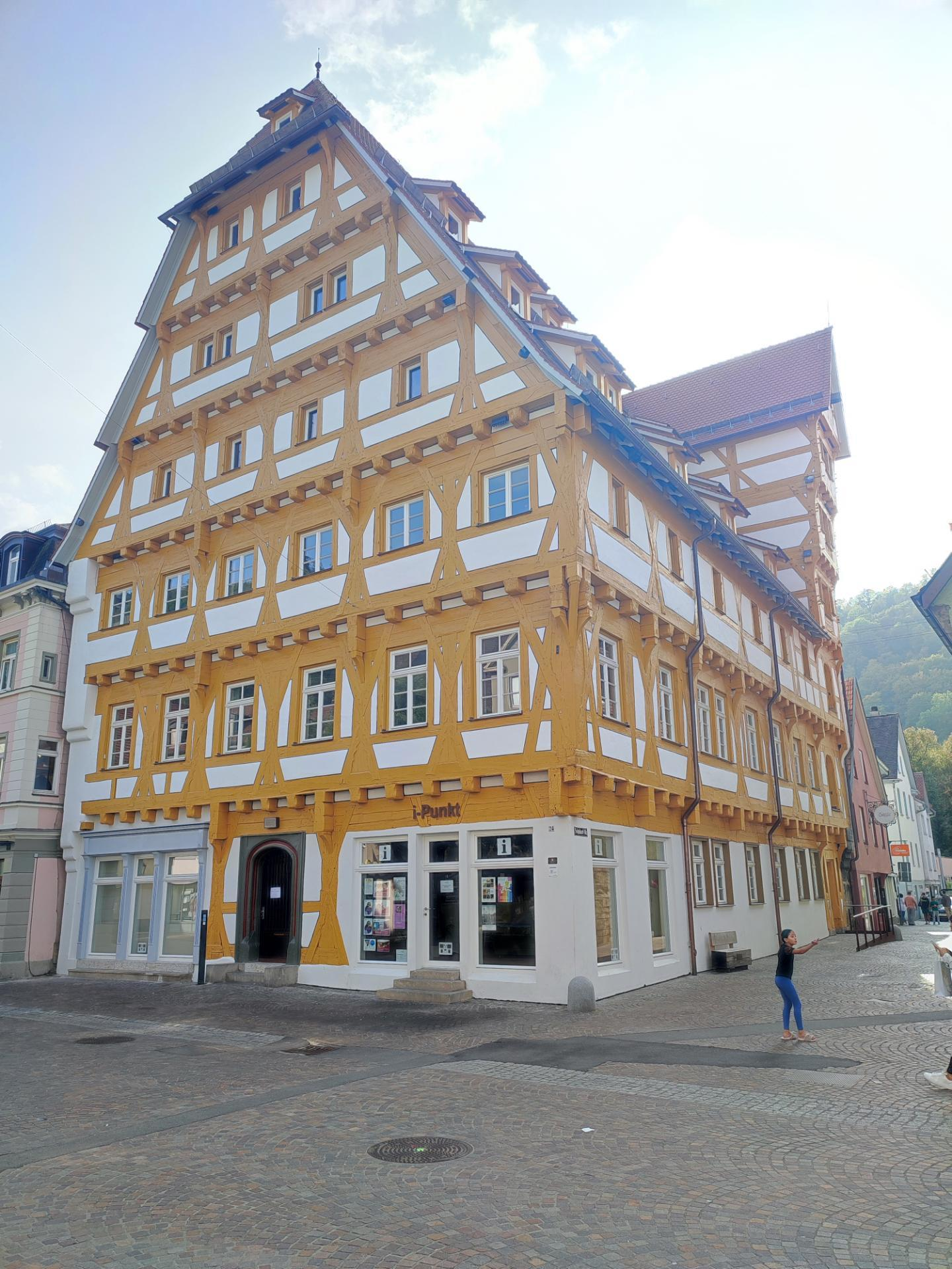
旧税関
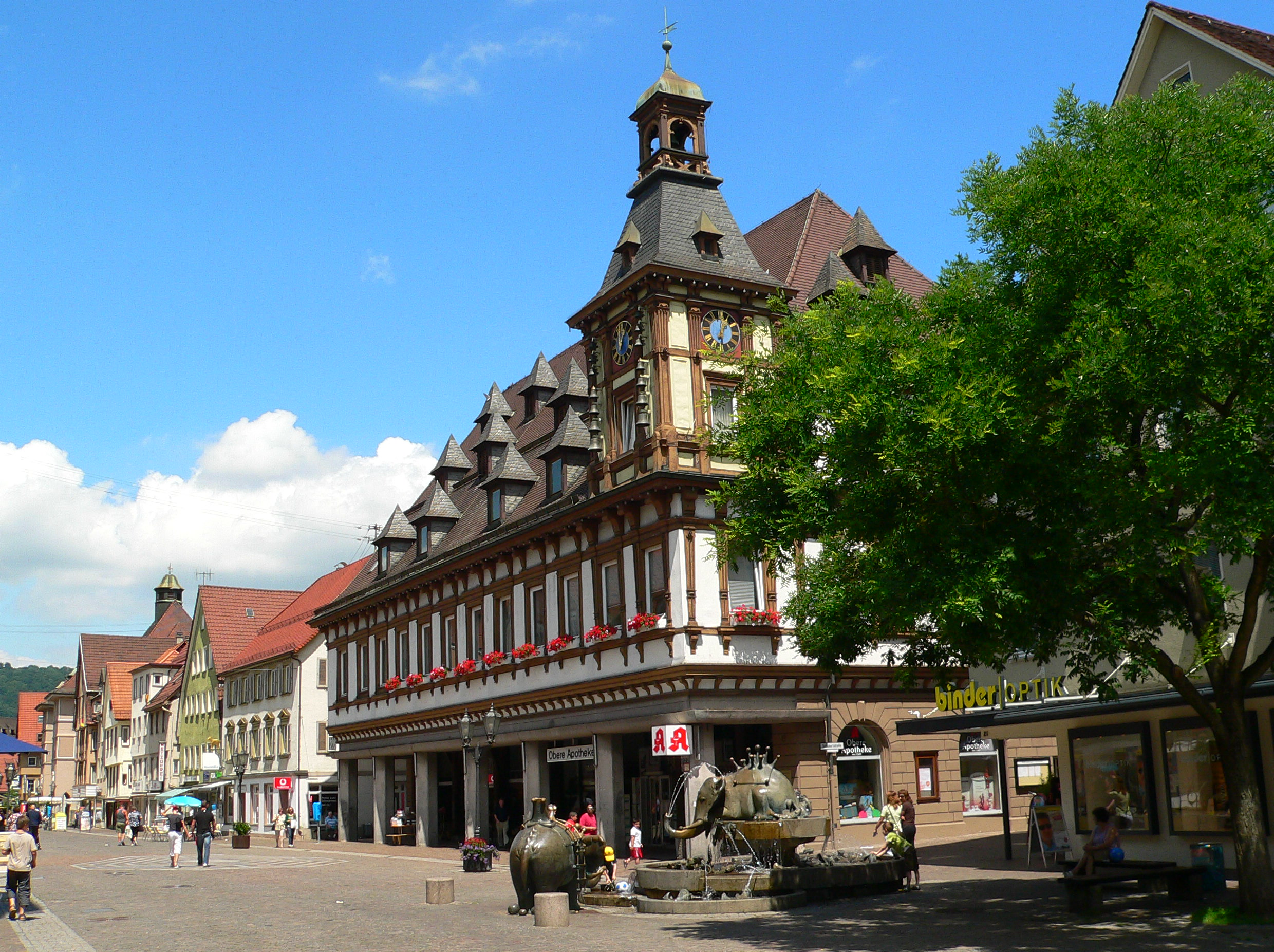
旧市庁舎
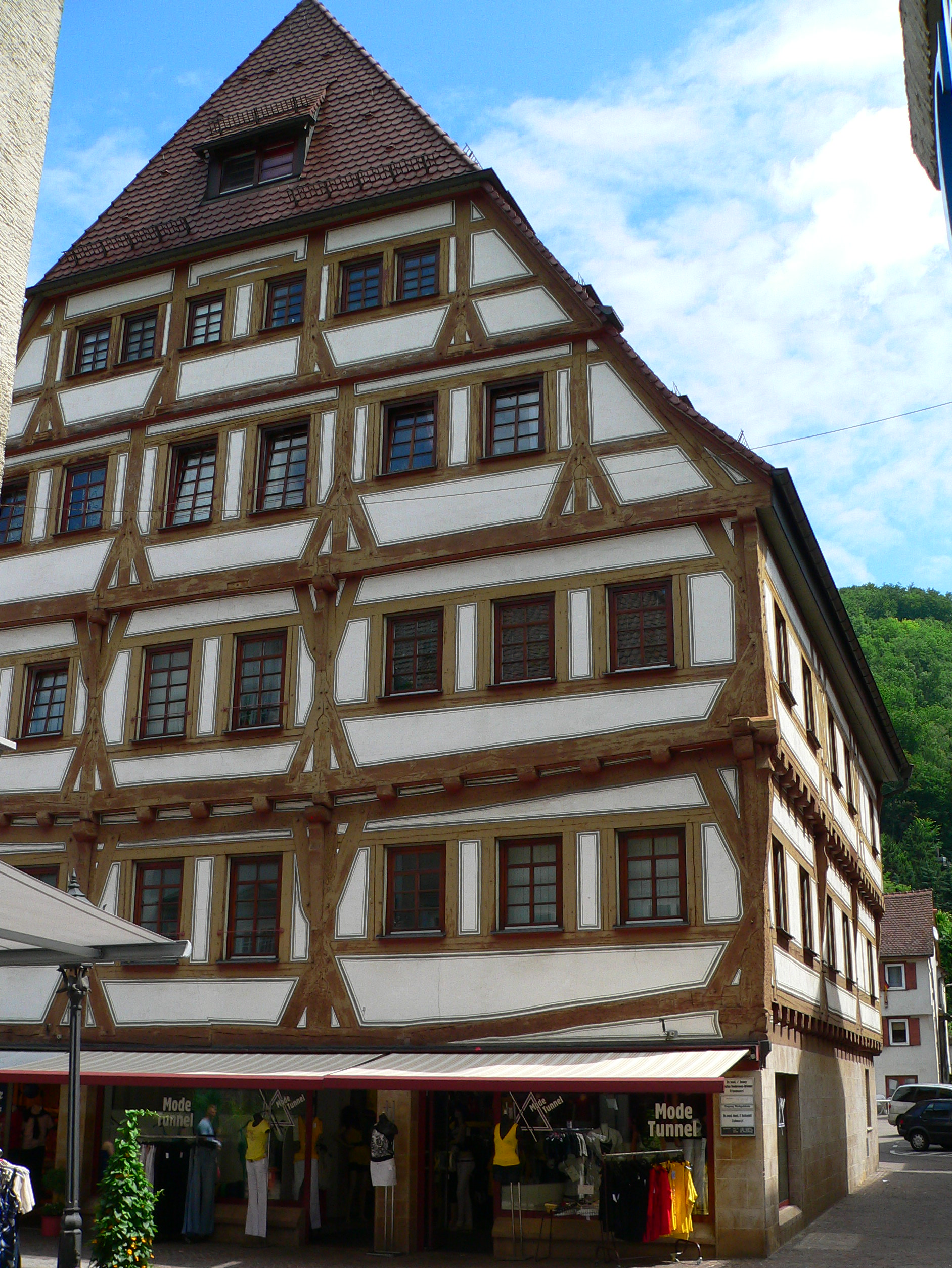
ビュルガーハウス
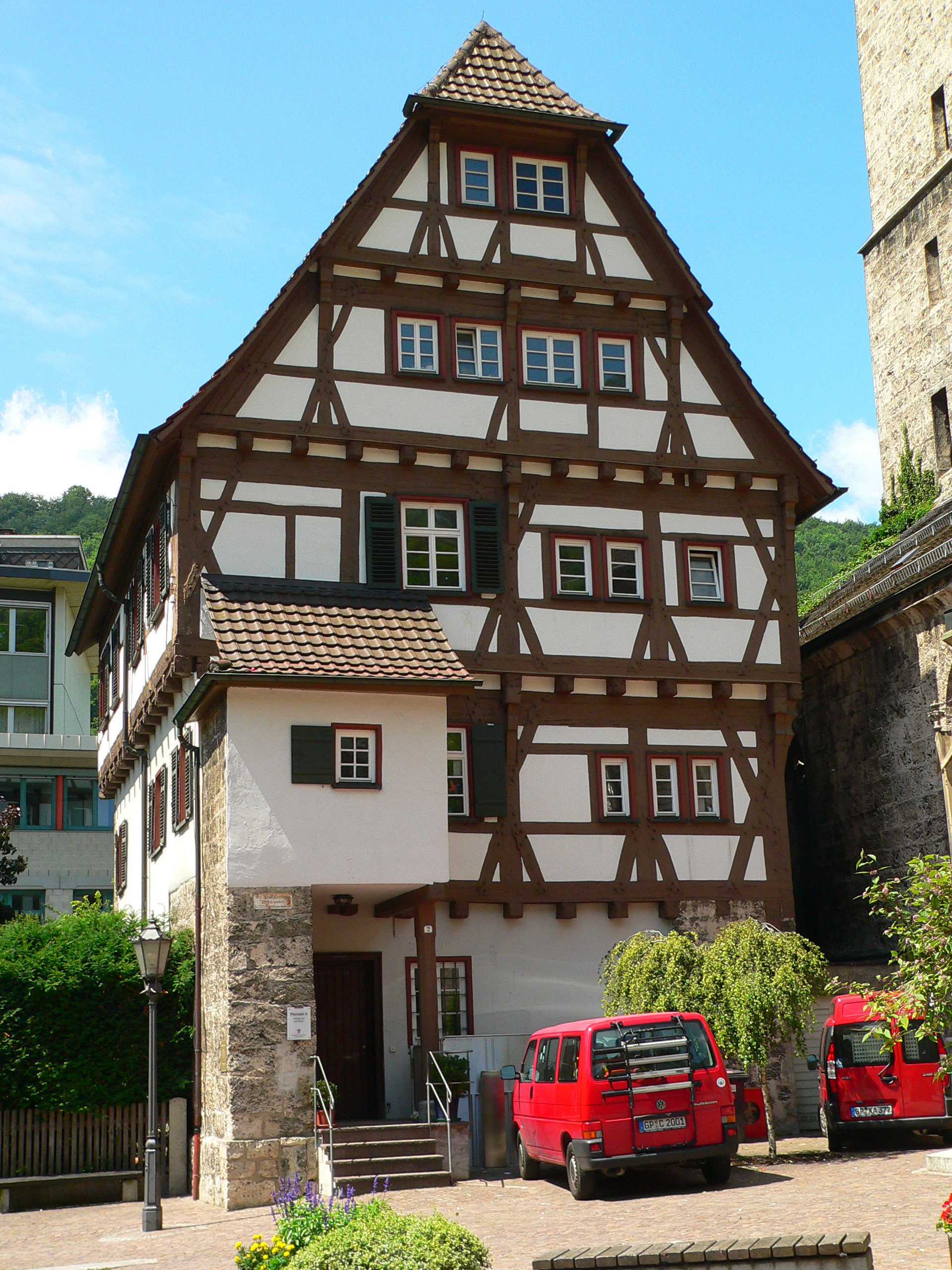
牧師館
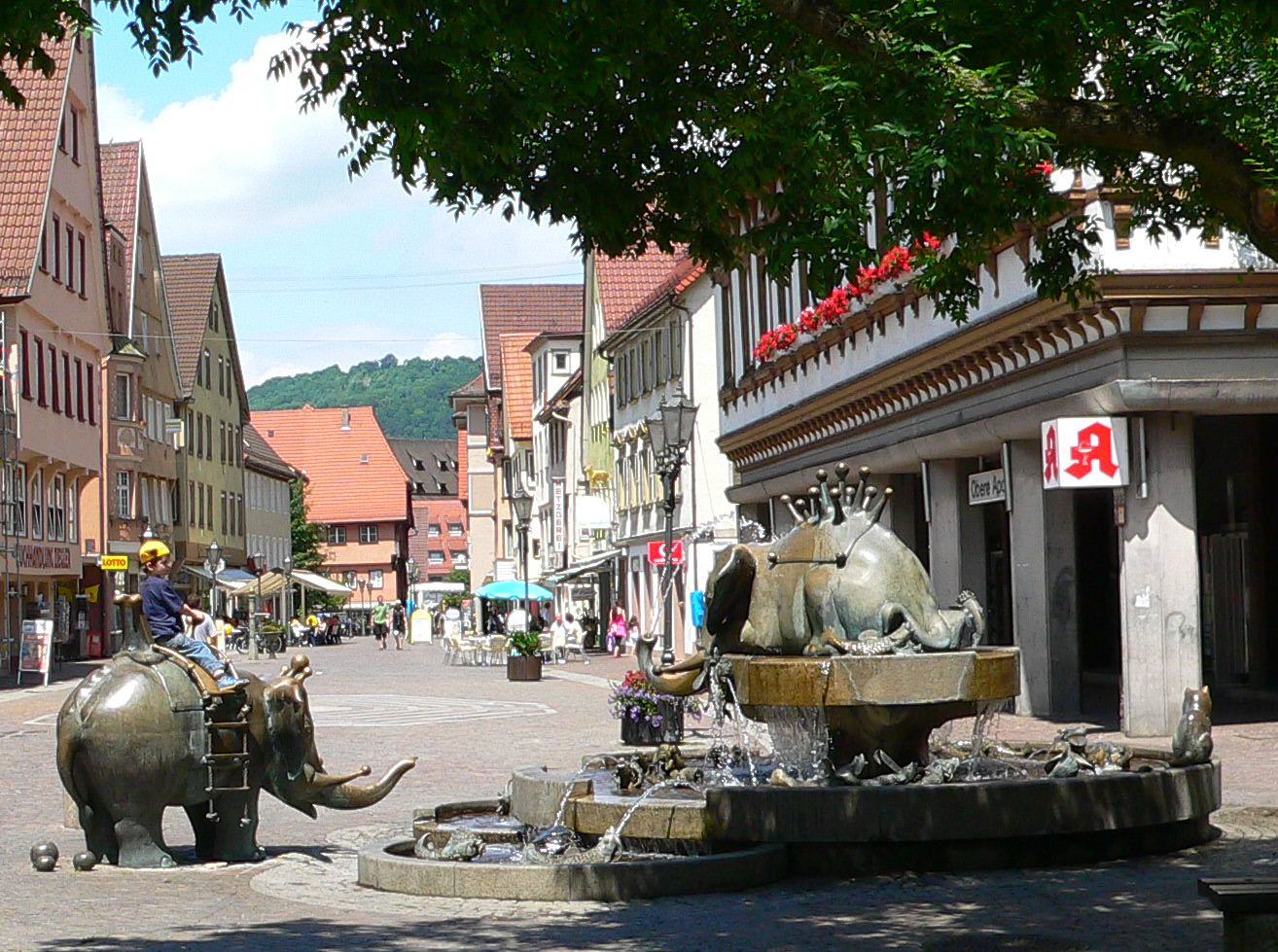
鱒の泉
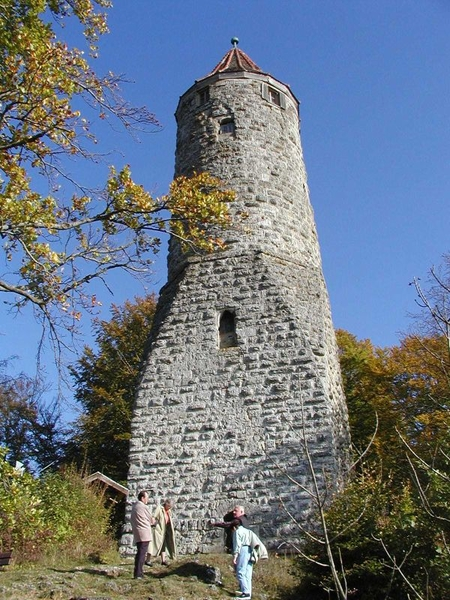
エーデン塔
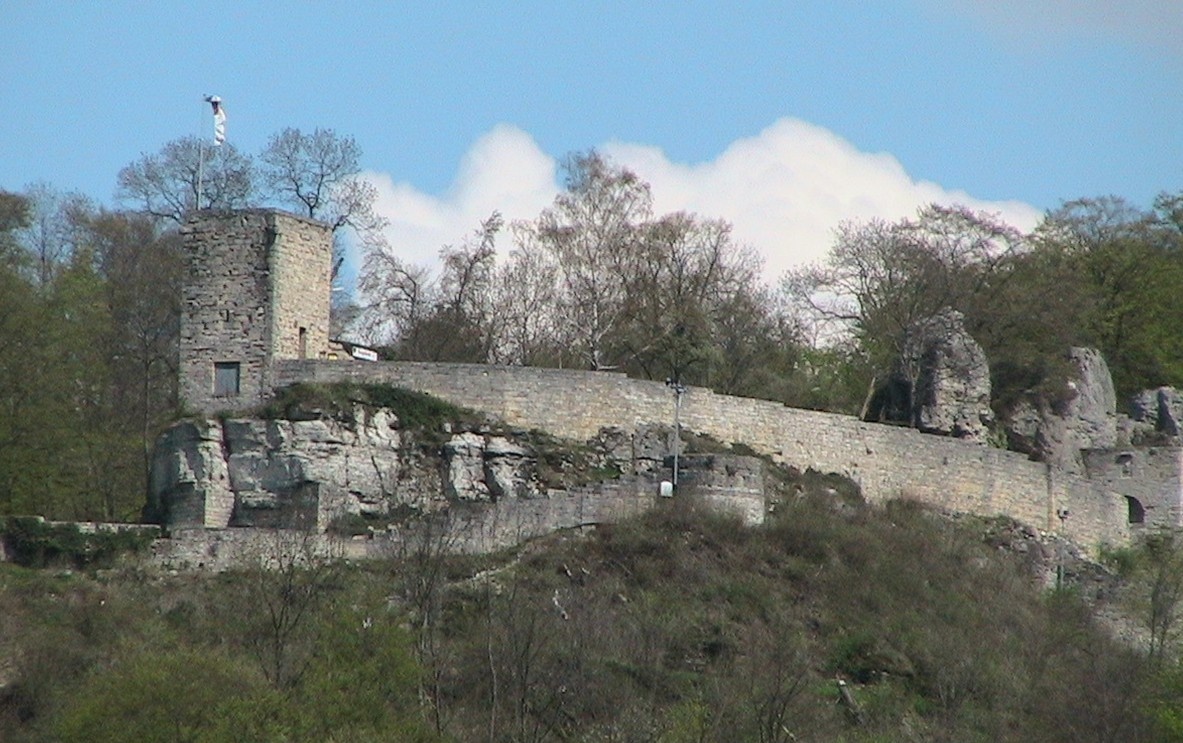
ヘルフェンシュタイン城趾
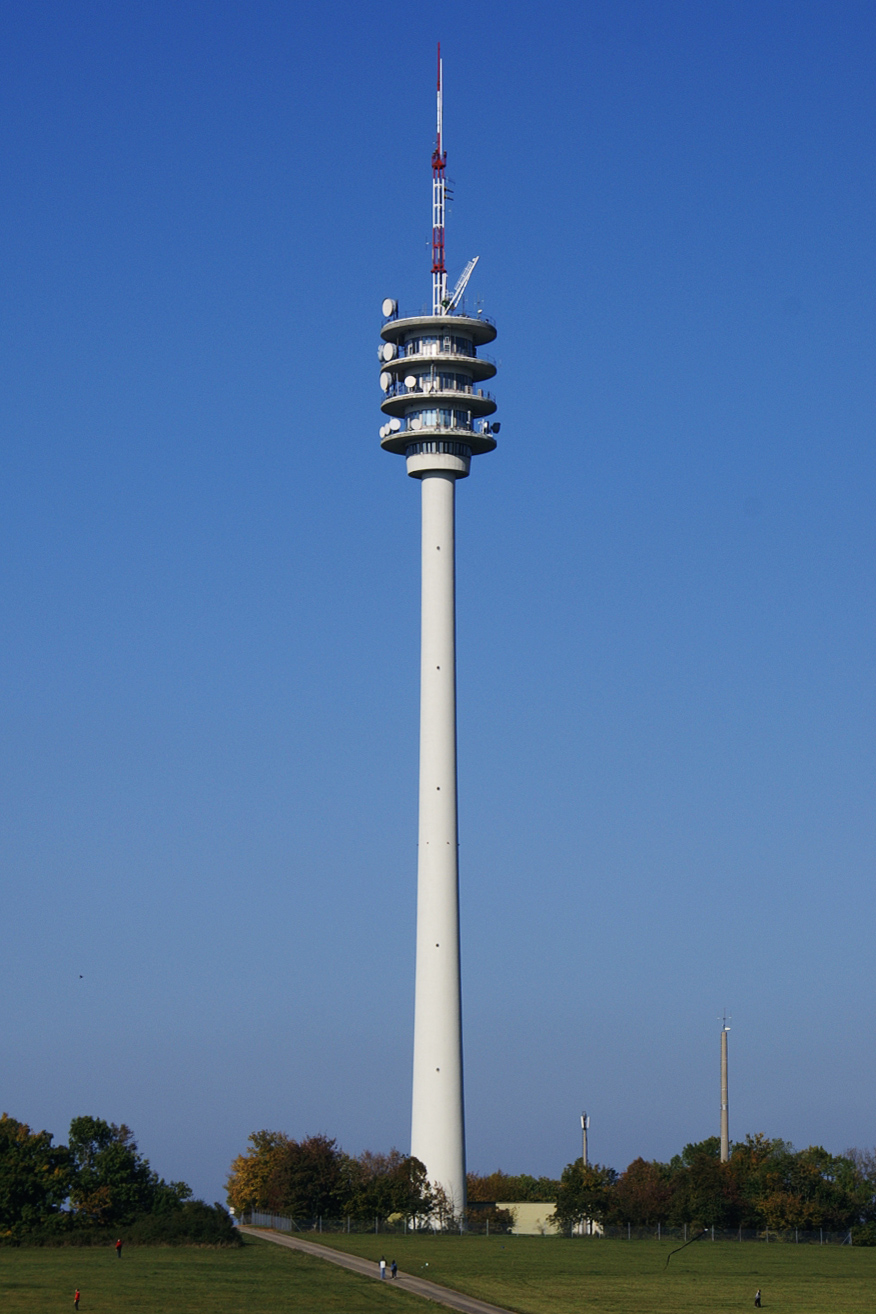
アウフハウゼン通信塔
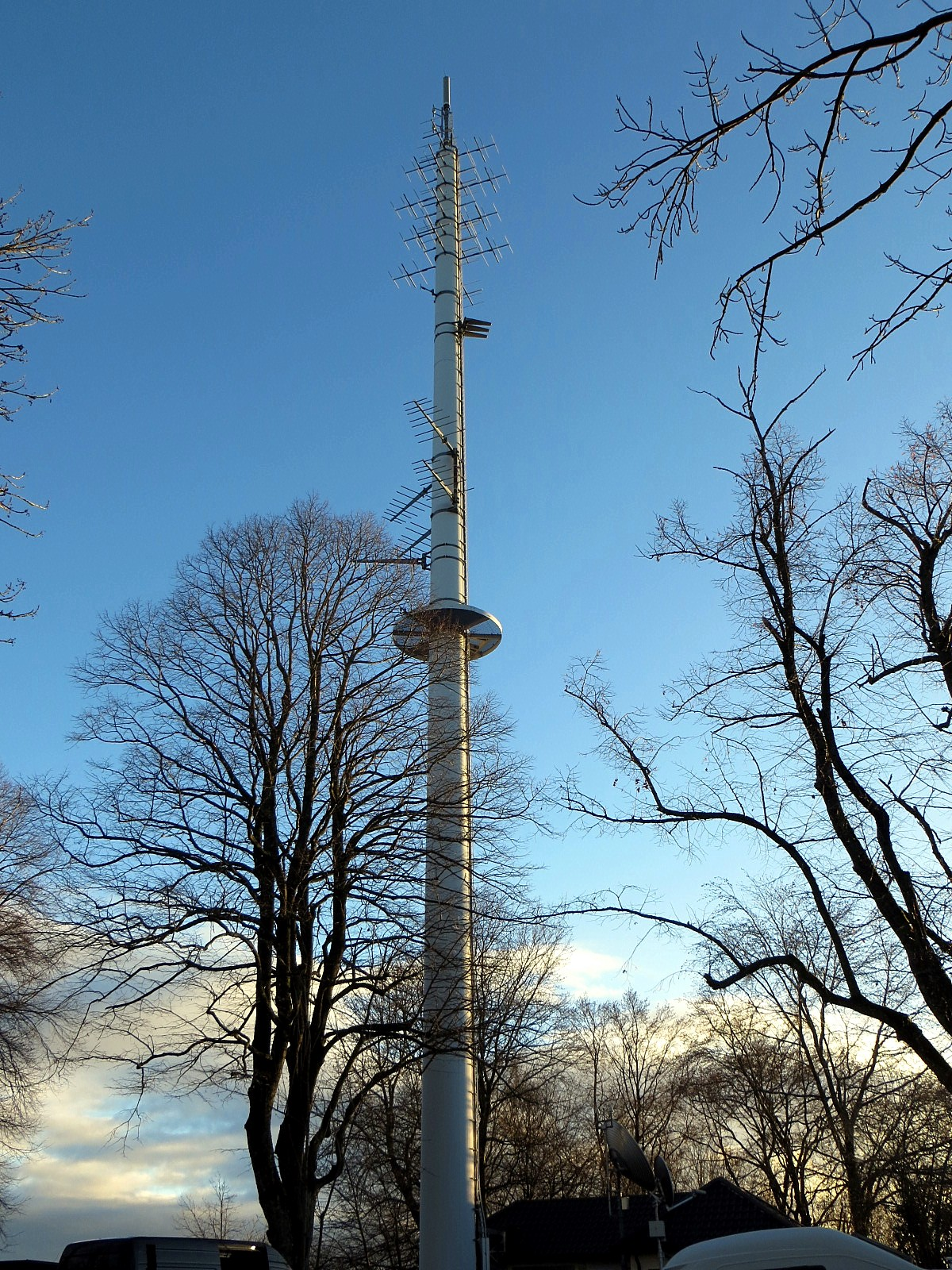
オーバーベーリンゲン送信所

### 自然文化財
ガイスリンゲンの東、シュヴェービシェ・アルプの高原、ライン水系とドナウ水系との境界にあたる分水界上にカルスト盆地「ベッテナウ」がある。

### クラブ・団体
シュヴェービシェ・アルプ協会のアイバッハ支部は、2002年にアイヒェンドルフ＝プレートを授与された。この支部は、アイバッハー・ヒュッテの運営も行っている。

### スポーツ
ガイスリンゲンには数多くのスポーツクラブがある。古典的な体操クラブの他にハンドボールやサッカーが一定の役割を果たしている。ガイスリンゲン最大のスポーツクラブが TV アルテンシュタット、TG ガイスリンゲン、SC ガイスリンゲン、SV アルテンシュタット（グリュック・アウフ）、TKSV である。
トゥルンフェライン・アルテンシュタット（アルテンシュタット体操クラブ、TVA）は、ゲッピンゲン郡最大級のクラブの1つである。TVA のハンドボール部門は、一貫した青少年活動と、学校と自治体との緊密な協力を特徴としている。約30の部門やグループに加えて TVA は子供スポーツスクール (KISS) を開講してもいる。
SC ガイスリンゲン (SCG) はガイスリンゲンで2番目に大きなスポーツクラブで、16の部門を有している。中でも傑出しているのがサッカー部門で、DFBポカールなどで成功を収めている。WFVポカール優勝クラブとして1984年のDFBポカールに出場し、その前年のUEFAチャンピオンズカップ優勝クラブであったハンブルガーSVを9月1日に2:0で降して、16強に進出した。このクラブは青少年活動でも成功しており、後にブンデスリーガやナショナルチームで活躍する選手を輩出している。ユルゲン・クリンスマン、カール・アルゲーヴァー、ラルフ・アルゲーヴァー、クラウス・パーフェット、ロルフ・バウマン、アンドレアス・ブック、カイ・オスヴァルト、リューディガー・カウフは、いずれもこのクラブのチームまたはジュニアチームの出身である。2011/12年シーズンからこのクラブのチームはランデスリーガ・ヴュルテンベルクでプレイしている。

### アルプスの遠望
ガイスリンゲンのアウフハウゼン地区およびシュテッテン地区は高地に位置することから、開けた眺望ポイントがある。天気が良ければ（1年に5から10日程度、1月が最適な月である）、シュテッテンから200 km 離れたアルプスの山並みを望むことができる。東のカーヴェンデルから西はスイスの3000メートル級の山（テーディ、3630 m）まで、南は独立したジルヴレッタのピーク（フルヒトホルン、3399 m）まで、視程は 220 km に及ぶ。少なくとも6座の3000メートル級の山を観ることができる。

### 特記事項
この街は、5万分の1の地図「ガイスリンゲン・アン・デア・シュタイゲ」によってドイツの大学の地理学科では特によく知られている。印象的な「白ジュラ紀のケスタ」が記されたこの地図は、注釈（たとえば、ヘルムート・シュレーダー＝ランツによる1978年のもの）によって「地図解釈」の専門分野では有名である。

### 年中行事
ガイスリンゲン子供祭は毎年ヤコブの日（7月25日）の後の月曜日に開催される。教会開基祭を起源とするこの子供祭は15世紀まで遡る伝統を有している。祭の日は街を練り歩くパレードで始まる。子供のための遊戯施設がこの日の特徴である。祭は、市教会前の「シュテッフェレスプレディクト」で終わる。子供祭は、今では4日間続く市祭（金曜日から月曜日）の最終章として祝われるようになっている。いずれの日も食事や音楽が提供され、日曜日は「若者の日」として祝われる。

## 人物

### 出身者
- クリストフ・マルティン・フォン・デーゲンフェルト（1599年 - 1653年）三十年戦争時の重要な指揮官
- カール・フェーツァー（1891年 - 1960年）神学者
- ペーター・クリーガー（ドイツ語版、英語版）（1929年 - 1981年）サッカー選手
- ハンス・ペーター・レーム（1942年 - ）チェス選手
- ローラン・ボック（1944年 - ）プロレスラー
- ヘルムート・マイアー（ドイツ語版、英語版）（1953年 - ）数学者
- カール・アルゲーヴァー（ドイツ語版、英語版）（1957年 - ）サッカー選手
- アンドレアス・ブック（ドイツ語版、英語版）（1967年 - ）サッカー選手
- アンドレアス・フライ（1967年 - ）経済学者
- マルクス・ギスドル（ドイツ語版、英語版）（1969年 - ）サッカー選手、指導者
- カイ・オスヴァルト（ドイツ語版、英語版）（1977年 - ）サッカー選手、指導者
- アレクサンダー・シュトラウプ（ドイツ語版、英語版）（1983年 - ）棒高跳び選手
- カイ・ワーグナー（1997年 - ）サッカー選手

### ゆかりの人物
- クリスティアン・フリードリヒ・ダニエル・シューバルト（1739年 - 1791年）詩人。1763年から1769年までガイスリンゲンに住んだ。
- ユルゲン・クリンスマン（1964年 - ）サッカー選手、指導者。ギンゲン・アン・デア・フィルス近郊で育ち、少年期から青年期にガイスリンゲンのスポーツクラブでサッカーを学んだ。1974年から1978年まで（10歳から14歳まで）統治のクラブに在籍した。

## 関連図書
- Christoph Friedrich von Stälin, ed (1842). “Gemeinde Geislingen”. Beschreibung des Oberamts Geislingen. Die Württembergischen Oberamtsbeschreibungen 1824–1886. Band 17. Stuttgart / Tübingen: Cotta’sche Verlagsbuchhandlung. pp. 120–156
- G. Burkhardt (1963). Geschichte der Stadt Geislingen an der Steige. Konstanz
- Erich Keyser (1961). Württembergisches Städtebuch. Deutsches Städtebuch. Stuttgart
- Hartmut Gruber et al. (1993). Von Gizelingen zum Ulmer Tor. Spurensuche im mittelalterlichen Geislingen. Veröffentlichungen des Stadtarchivs Geislingen, Band 18. Geislingen
- Ulrich Haller (1998), “Zwangsarbeit und Rüstungsproduktion in Geislingen an der Steige 1939–1945”, Zeitschrift für württembergische Landesgeschichte (ZWLG) 57:  pp. 305–368
- Albert Kley; Rainer Schreg (1992). Scherben schreiben Geschichte. Vor- und Frühgeschichte von Geislingen und Umgebung. Veröffentlichungen des Stadtarchivs Geislingen, Band 17. Geislingen
- Renate Kümmel (1994). Erfahrungen des Nationalsozialismus in einer Kleinstadt – Verarbeitung oder Verdrängung? Vom Umgang mit der Stadtgeschichte in Geislingen/Steige
- Annette Schäfer (1990), “Das Außenlager des Konzentrationslagers Natzweiler in Geislingen/Steige”, 1999. Zeitschrift für Sozialgeschichte des 20. und 21. Jahrhunderts (3)
- Rainer Schreg (1999), “Die alamannische Besiedlung des Geislinger Talkessels. (Markungen Altenstadt und Geislingen, Stadt Geislingen a. d. Steige, Lkr. Göppingen)”, Fundberichte aus Baden-Württemberg 23:  pp. 385–617
- Rainer Schreg (2009), Die mittelalterliche Siedlungslandschaft um Geislingen – eine umwelthistorische Perspektive. In: H. Gruber (Hrsg.): "in oppido Giselingen..." 1108–2008. Acht Vorträge zum 900jährigen Jubiläum von Geislingen, Veröffentlichungen des Stadtarchivs Geislingen 26, Geislingen, pp. 9–97
- Bernhard Stille (1985). Filsthalbahn und Alpüberquerung. Erinnerungen an den Bau der Geislinger Steige. Veröffentlichungen des Stadtarchivs Geislingen, Band IV. Geislingen
- Bernhard Stille (1994). Vom Baltikum ins Schwabenland. Estenlager und Ausquartiertenschicksal in Geislingen 1945–1950. Veröffentlichungen des Stadtarchivs Geislingen/Steige, Band 11. Weissenhorn
- Paul Thierer (1990). 750 Jahre Stadt Geislingen an der Steige. Veröffentlichungen des Stadtarchivs Geislingen, Band 6. Geislingen